# Draba stenopetala
Draba stenopetala är en korsblommig växtart som beskrevs av Ernst Rudolf von Trautvetter. Draba stenopetala ingår i släktet drabor, och familjen korsblommiga växter. Inga underarter finns listade i Catalogue of Life.